# Portraits de George Washington
Des portraits de George Washington ont été réalisés par beaucoup d'artistes. Certains décrivirent le président d'après nature, d'autres par contre travaillèrent sur la mémoire, ou utilisèrent des modèles célèbres.

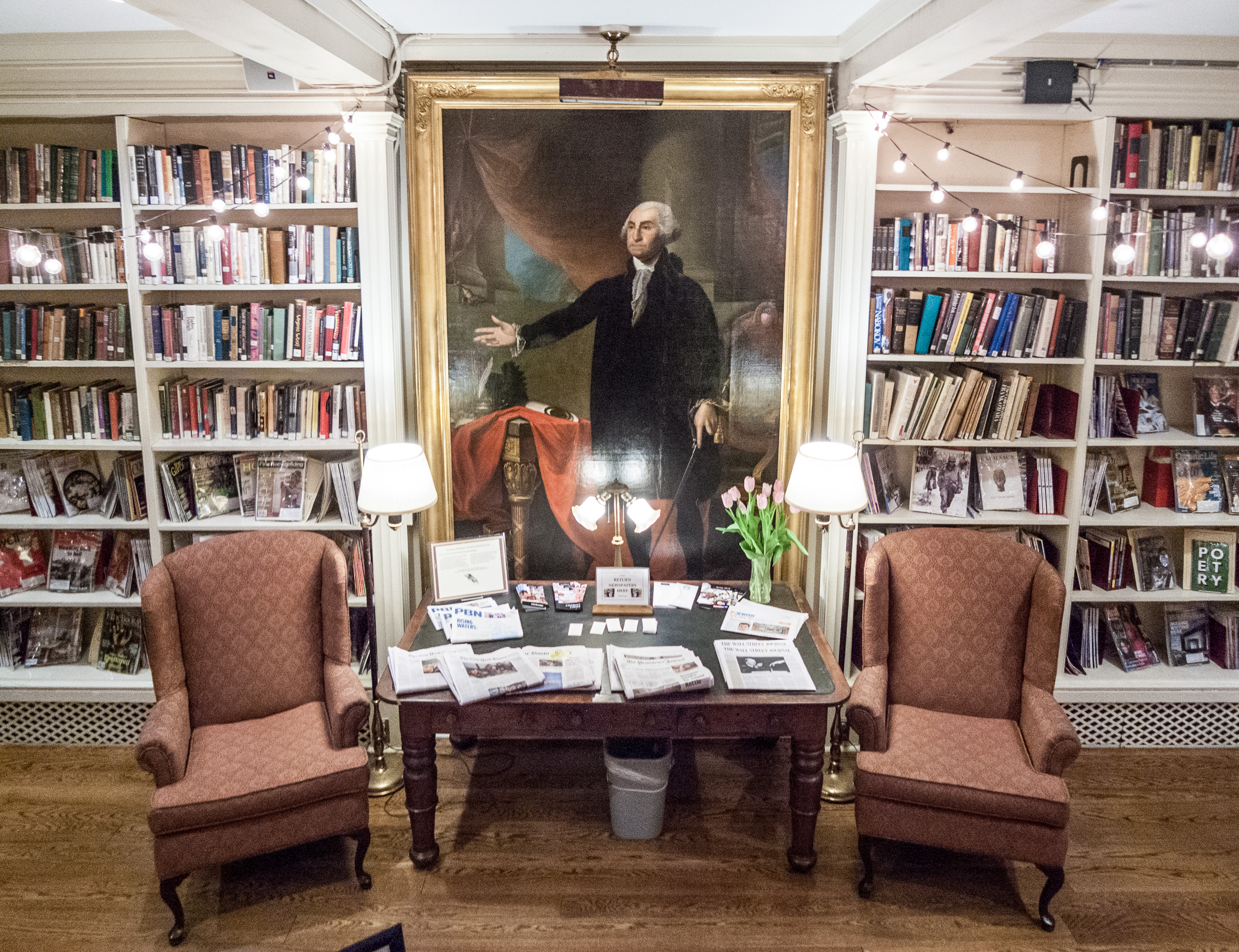
Le Lansdowne portrait de George Washington, copie au Providence Athenaeum.

## Description et histoire
Le premier portrait authentifié de George Washington est celui peint par Charles Willson Peale en 1772 : le président porte l'uniforme de colonel du régiment de Virginie de la guerre française et indienne. Ce portrait a été peint environ 12 ans après le service de Washington dans cette guerre, et plusieurs années avant qu'il ne rentre dans le service militaire, dans la Révolution américaine. L'image de George Washington devint populaire en Amérique vers 1775, année où il fut nommé commandant en chef de l'armée continentale.

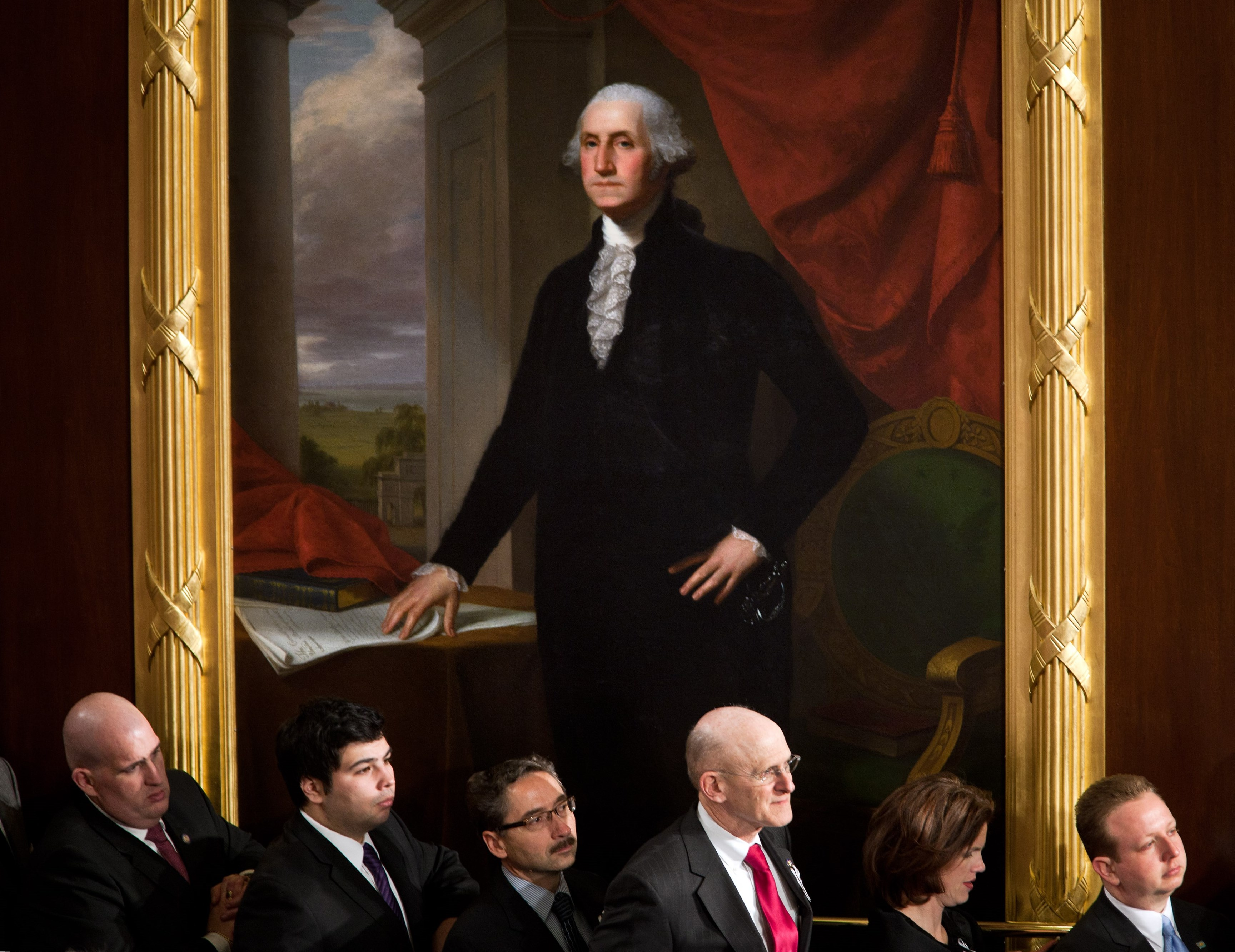
John Vanderlyn, Portrait de George Washington, 1834.

Gilbert Stuart (1755 - 1828) revient aux États-Unis en 1793, dans l'intention de peindre un portrait de George Washington : ce qui établirait sa réputation en Amérique. Après un séjour d'un an à New York, il se rendit à Philadelphie, alors la capitale des États-Unis, avec une lettre d'introduction de John Jay auprès de Washington. Il peint pour la première fois le président en hiver 1794, ou au début du printemps 1795. Il n'était pas satisfait de ce travail, mais d'autres le furent. Martha Washington en a commandé un second et Mme William Bingham en a commandé deux. 32 répliques de ce portrait ont été commandées, bien que seulement 18 répliques existent. Stuart a complété plusieurs répliques de cette image, qui s'est propagée rapidement à travers les gravures populaires. Nombreuses sont les variantes, basées sur une célèbre étude de Gilbert Stuart, dite « The Athenaeum », peinte d'après nature en 1796, mais restée inachevée. Les portraits de Stuart deviennent rapidement la représentation emblématique de Washington, comme homme d'État et comme l'un des Pères fondateurs des États-Unis, garantissant à cet artiste une longue et lucrative carrière.
Charles Willson Peale (1741 - 1827) a peint sept portraits de Washington, datant de sa carrière militaire coloniale, en 1772 aux dernières années de sa présidence, en 1795. Rembrandt Peale (1778 -1860), fils de Charles, peint George Washington en 1795, quand il avait dix-sept ans. Plus tard il fit de nombreux portraits du président, sur la base de son souvenir de cette séance et des similitudes d'autres artistes. Il en a tiré une image idéalisée, connue sous le nom latin de « Pater Patriae » (« Père de son pays »), qui a servi de modèle à ses nombreux portraits de Washington, dits « porthole ».
Parmi les autres artistes qui ont peint des portraits de George Washington: William Clarke (active 1785 - 1806), Ellen Wallace Sharples (1769 - 1849), Robert Edge Pine (c. 1720 - 1788), William Russell Birch (1755 - 1834), Christian Gullager (1759 - 1826), Edward Savage (1761 - 1817), Adolf Ulrik Wertmüller (1751 - 1811).

## Portraits

### Portraits de Gilbert Stuart
| Auteur         | Titre                                              | Œuvre | Description                       | Signature / date | Mesures / type                  | Localisation / inventaire                                               | Notes      |
| -------------- | -------------------------------------------------- | ----- | --------------------------------- | ---------------- | ------------------------------- | ----------------------------------------------------------------------- | ---------- |
| Gilbert Stuart | George Washington (Gibbs Portrait)                 |       | À mi-corps                        | 1795             | 76,8 × 64,1 cm, huile sur toile | Metropolitan Museum of Art New York, 07.160                             | ,          |
| Gilbert Stuart | George Washington (Vaughan Portrait)               |       | À mi-corps                        | 1795-1796        | 74,3 × 61 cm, huile sur toile   | Frick Collection (New York), 1918.1.112                                 | ,          |
| Gilbert Stuart | George Washington (The Athenæum Portrait)          |       | Visage                            | 1796             | 101 × 88 cm, huile sur toile    | Museum of Fine Arts (Boston), 1980.1                                    | [ note 6 ] |
| Gilbert Stuart | George Washington (Lansdowne Portrait-White House) |       | Portrait officiel grandeur nature | 1797             | huile sur toile                 | Maison-Blanche (Washington)                                             | ,          |
| Gilbert Stuart | George Washington (Lansdowne Portrait)             |       | Portrait officiel grandeur nature | 1796             | 247,6 x 158,7, huile sur toile  | National Portrait Gallery Smithsonian Institution (Washington), 2001.13 | ,          |
| Gilbert Stuart | George Washington (Constable-Hamilton Portrait)    |       | À mi-corps, assis                 | 1797             | 127 × 101,6 cm, huile sur toile | Crystal Bridges Museum of American Art (Bentonville Arkansas)           |            |

### Portrait de Charles Willson Peale
| Auteur                                       | Titre                                        | Œuvre | Description                                                                    | Signature / date | Mesures / type                    | Localisation / inventaire                                       | Notes       |
| -------------------------------------------- | -------------------------------------------- | ----- | ------------------------------------------------------------------------------ | ---------------- | --------------------------------- | --------------------------------------------------------------- | ----------- |
| Charles Willson Peale                        | George Washington (Peale 1772)               |       | Avec l'uniforme de colonel du British Colonial (Virginia\Fairfax\Mount Vernon) | 1772             | 127,9 × 104,2 cm, huile sur toile | Washington and Lee University (Lexington (Virginie)), 1951.80   | ,           |
| Charles Willson Peale                        | George Washington (Peale 1776)               |       | Commandant en chef de l'Armée Continentale                                     | 1776             | 127 × 101,4 cm, huile sur toile   | Maison-Blanche (Washington)                                     | ,           |
| Charles Willson Peale                        | George Washington (Princeton)                |       | George Washington at Princeton                                                 | 1779             | 236,2 × 148,6 cm, huile sur toile | Pennsylvania Academy of the Fine Arts (Philadelphie), 1943.16.2 | [ note 13 ] |
| Charles Willson Peale d'après Gilbert Stuart | George Washington (Peale-Athenaeum Portrait) |       | À mi-corps                                                                     | 20 mars 1796     | 73,5 × 61,1 cm, huile sur toile   | Clark Art Institute (Williamstown (Massachusetts)), 1955.16     | ,           |

### Portraits d'autres auteurs
| Auteur                             | Titre                                          | Œuvre | Description                                                                                              | Signature / date | Mesures / type                  | Localisation / inventaire                                                 | Notes       |
| ---------------------------------- | ---------------------------------------------- | ----- | --- | ---------------- | ------------------------------- | ------------------------------------------------------------------------- | ----------- |
| James Peale (1749-1831)            | George Washington (James Peale)                |       | Mi-corps                                                                                                 | 1787 c.          | huile sur toile                 | Independence National Historical Park's (Philadelphie)                    | ,           |
| John Trumbull (1756-1843)          | George Washington au Verplanck Point           |       | Grandeur nature, en revue des troupes françaises                                                         | 1790             | 76,5 × 51,1 cm, huile sur toile | Winterthur Museum, Garden and Library (Winterthur, Delaware), 1964.2201 A | ,           |
| John Trumbull                      | George Washington avant la bataille de Trenton |       | Grandeur nature, avec son cheval                                                                         | 1792 c.          | 235 × 160 cm, huile sur toile   | Yale University Art Gallery (New Haven, Connecticut)                      | ,           |
| Adolf Ulrik Wertmüller (1751-1811) | George Washington (Wertmüller)                 |       | Mi-corps                                                                                                 | 1795             | 65,0 × 53,0 cm, huile sur toile | Nationalmuseum Stockholm                                                  | [ note 24 ] |
| Giuseppe Perovani (1765-1835)      | George Washington (Perovani)                   |       | Grandeur nature, montre la carte avec la frontière des territoires espagnols en Floride au 31e parallèle | 1796             | 220 × 145 cm, huile sur toile   | Real Academia de Bellas Artes de San Fernando (Madrid), 693               | ,           |
| Rembrandt Peale                    | George Washington (Rembrandt Peale 1850)       |       | Mi-corps en ovale                                                                                        | 1850 c.          | 91,4 × 73,7 cm, huile sur toile | De Young Memorial Museum (San Francisco), 53.15.1                         | ,           |
| Rembrandt Peale                    | George Washington (Rembrandt Peale 1853)       |       | Mi-corps en ovale                                                                                        | 1853 c.          | 91,5 × 73,5 cm, huile sur toile | National Portrait Gallery. Smithsonian Institution (Washington), NPG 75.4 | [ 14 ]      |

### Gravures et dollars
L'image de George Washington, souvent d'après ses portraits les plus célèbres, a été utilisée pour des gravures populaires et même sur les monnaies, les timbres-poste et les billets de banque des États-Unis.

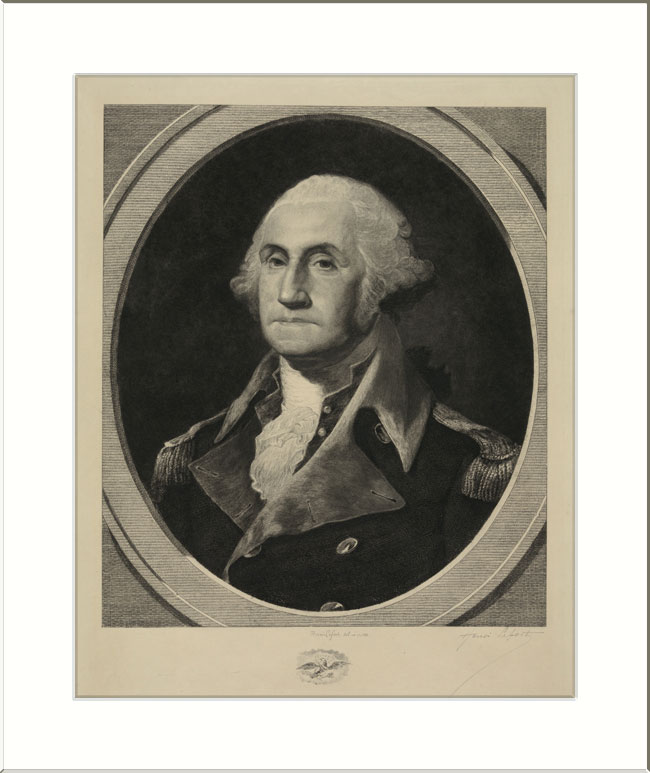
George Washington (d. Rembrandt Peale)
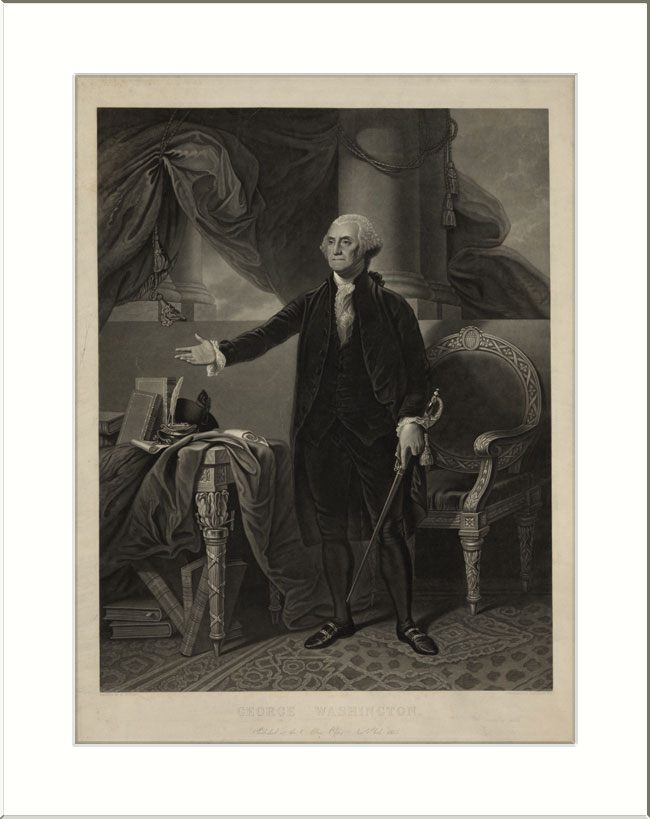
George Washington (d. Gilbert Stuart)
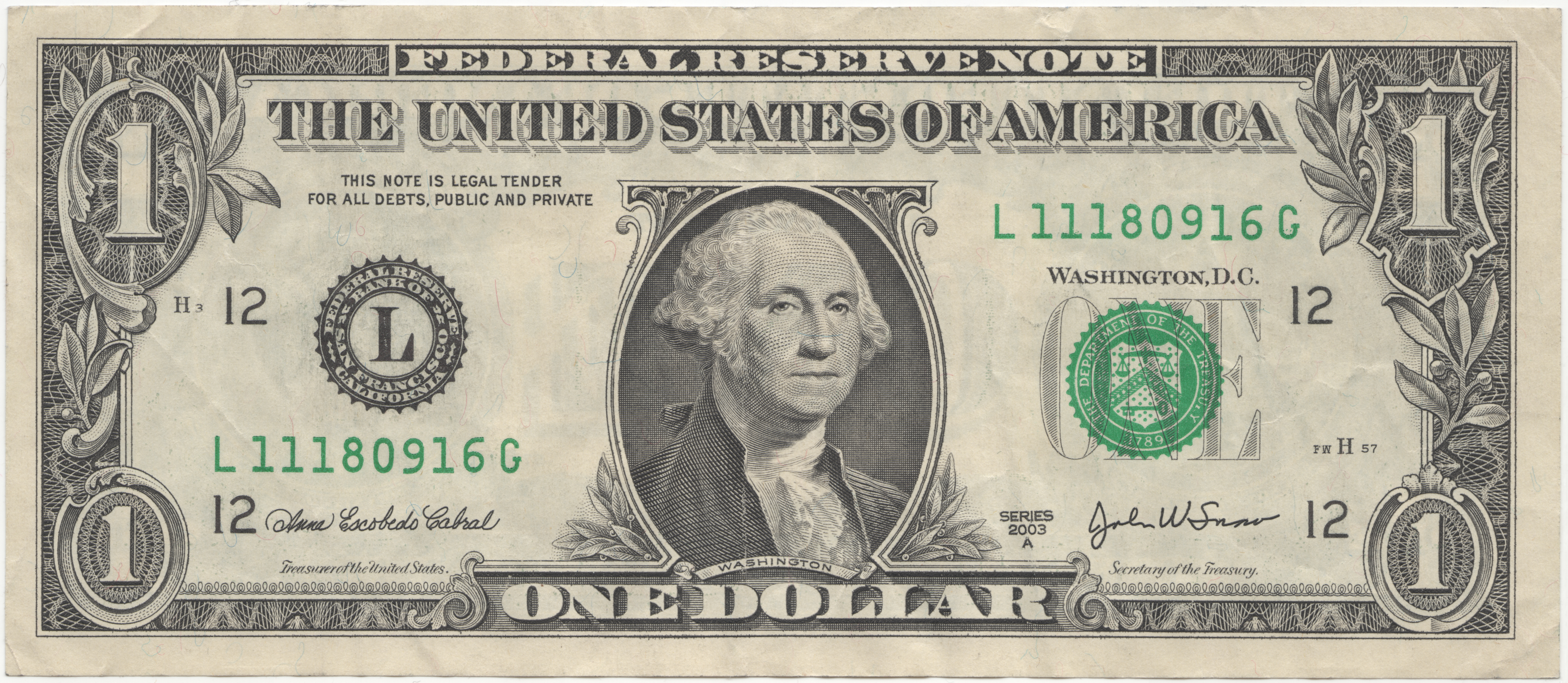
1 dollar (d. Gilbert Stuart)
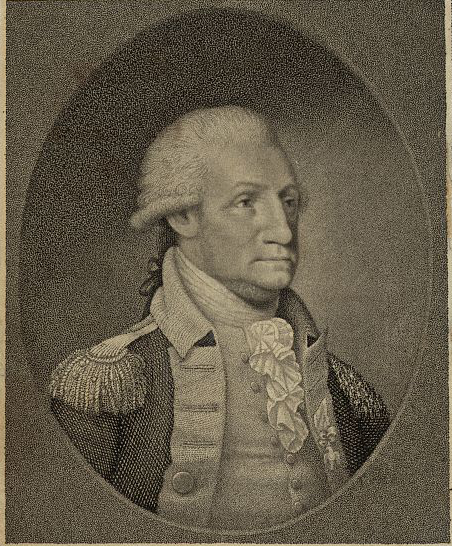
Le général George Washington
George Washington président USA (E. Savage pinx et sculp.)

## Expositions
- 2014-2015 :  American Encounters: Anglo-American Portraiture in an Era of Revolution, Crystal Bridges Museum of American Art (Bentonville -Arkansas) et High Museum of Art in Atlanta[16].
- 2017 : America's Presidents (Reinstallation September 2017), National Portrait Gallery (Washington)[note 27].